# الصندوق الاسود للرحلة 149
الصندوق الاسود للرحلة 149 (بالإنجليزية: Black Box 149)‏ هي مسرحية للكاتبة الأسترالية روزماري جونز.

## حبكة
تحكي القصة عن إقاف طائرة الخطوط الجوية البريطانية الرحلة 149 في مطارالكويت الدولي أثناء غزو العراق للكويت في عام 1990.

## أول إنتاج
تم إنتاج الصندوق الأسود 149 لأول مرة في مسرح لاماما،ملبورن،في 15 سبتمبر 2011،كجزء من مهرجان ملبورن فرينج 2011،مع الممثلين التاليين:
- الطيار:دينيس كوارد
- الرجل :ماجد شكور
- المخرج:مات شولتن
- مستشار مسرحي:جوليان ميريك
- مجموعة تصميم و الروسومات:بيتر مومفورد
- مدير المسرح/المشغل:بنجامين موريس
- سمعيات و البصريات :بريت لودمان[1]

## استقبال
الصندوق الأسود149 أدرج في المنهج الدرامي لشهادة التعليم الفيكتورية 2012،  وكان في المؤتمر الدولي التاسع للكاتبات المسرحيات لعام 2012. و اختيرت أيضاً في نورمبرج كجزء من برنامج أستراليا الآن ألمانيا لعام 2017.

## روابط خارجية
- Library holdings of 2012 book of the play